# Mary Oliver (Autorin)
Mary Jane Oliver (* 10. September 1935 in Maple Heights, Ohio; † 17. Januar 2019 in Hobe Sound, Florida) war eine US-amerikanische Dichterin und Pulitzer-Preisträgerin.

## Leben
Mary Oliver wurde als Tochter von Edward William und Helen Oliver (geb. Vlasak) in Maple Heights, einem Vorort von Cleveland geboren. Sie besuchte Mitte der 1950er Jahre die Ohio State University und das Vassar College, brach die Ausbildung aber ohne Abschluss ab.
In den 1980er Jahren lehrte Mary Oliver an der Case Western Reserve University. 1984 gewann sie mit ihrer Gedichtsammlung American Primitive den Pulitzer-Preis. 1986 ging sie an die Bucknell University, Pennsylvania, wo sie mit dem Titel „Poet in Residence“ ausgezeichnet wurde.
1991 nahm sie das „Margaret Banister Writer in Residence“ Stipendium am Sweet Briar College in Virginia wahr.
Mary Oliver lebte jahrzehntelang mit ihrer Partnerin Molly Malone Cook in Provincetown, Massachusetts, doch von 2005 bis zu ihrem Tod im Januar 2019 lebte sie in Florida. Sie starb im Alter von 83 Jahren an den Folgen eines Krebsleidens.
Mary Olivers Arbeiten basieren auf ihren Erinnerungen an Ohio und ihr Leben in Neuengland. Sie wurde stark von den US-amerikanischen Schriftstellern Walt Whitman und Henry David Thoreau sowie Edna St. Vincent Millay beeinflusst. Als Teenager wohnte sie eine Zeit lang in Millays Zuhause, um deren Schwester Norma bei der Sichtung und Ordnung von Millays literarischer Hinterlassenschaft zu helfen.

## Auszeichnungen
- 1969/70 Shelley Memorial Award
- 1980 Guggenheim Foundation Fellowship
- 1984 Pulitzer Prize[3]
- 1992 National Book Award[4]
- 1998 Lannan Literary Award

## Werk
- No Voyage, and Other Poems (1963)
- The River Styx, Ohio, and Other Poems (1972)
- The Night Traveler (1978)
- Twelve Moons (1978)
- Sleeping in the Forest (1979)
- American Primitive (1983)
- Dream Work (1986)
- Provincetown (1987)
- House of Light (1990)
- New and Selected Poems (1992)
- A Poetry Handbook (1994)
- White Pine: Poems and Prose Poems (1994)
- Blue Pastures (1995)
- West Wind: Poems and Prose Poems (1997)
- Rules for the Dance: A Handbook for Writing and Reading Metrical Verse (1998)
- Winter Hours: Prose, Prose Poems, and Poems (1999)
- The Leaf and the Cloud (2000)
- What Do We Know (2002)
- Owls and Other Fantasies: Poems and Essays (2003)
- Why I Wake Early: New Poems (2004)
- Blue Iris: Poems and Essays (2004)
- Long Life: Essays and Other Writings (2004)
- New and Selected Poems, Volume Two (2005)
- Thirst: Poems (2006)
- Our World (2007)
- Red Bird (2008)
- Evidence (2009)
- Dog Songs (2013)
- Blue Iris (2017)